# برونو ويلسون
برونو ويلسون (27 ديسمبر 1996 بلشبونة في البرتغال - ) هو لاعب كرة قدم برتغالي في مركز الدفاع. لعب مع سبورتينغ لشبونة ب وS.C. Braga B ‏.

## وصلات خارجية
- برونو ويلسون على موقع الدوري الأمريكي (الإنجليزية)
- برونو ويلسون على موقع قاعدة بيانات كرة القدم.إي يو (الإنجليزية)
- برونو ويلسون على موقع Soccerway.com (الإنجليزية)